# Рамело (Верчели)
Рамело је насеље у Италији у округу Верчели, региону Пијемонт.
Према процени из 2011. у насељу је живело 54 становника. Насеље се налази на надморској висини од 688 м.